# Sea Star Festival
Le Sea Star Festival (serbo-croate : Si Star festival ; Си Стар фестивал) est un festival de musique organisé par l'équipe du festival EXIT en Serbie. 
Il s'est tenu pour la première fois en Mai 2017 au Stella Maris Resort dans la ville d'Umag, Le festival propose rock, pop, électro, techno, house, hip-hop, metal et punk sur de nombreuses scènes. Parmi les personnalités qui ont joué, citons The Prodigy, Fatboy Slim, Paul Kalkbrenner, Dimitri Vegas & Like Mike, Hurts, Robin Schulz, Paul van Dyk, Sven Väth, Nina Kraviz, le Wu-Tang Clan et bien d’autres,,.
Lors de sa première année en 2017, le Sea Star a été sélectionné dans deux catégories lors des European Festivals Awards qui se déroulent à Groningue, aux Pays-Bas, pour le titre de meilleur festival de taille moyenne et meilleur nouveau festival. Au niveau national, le Sea Star a remporté en 2017 le prix Capra d'Oro décerné par l'office du tourisme d'Istrie pour la promotion de la région d'Istrie, tout en remportant le prix « Ambasador » la même année pour le meilleur nouveau festival.
Le Sea Star a également attiré l’attention des médias internationaux, et Travel Magazine a conclu que « avec des productions exceptionnelles, le festival devrait être un prodige ».

## Lieu
Le complexe Stella Maris, qui accueille le Sea Star, est situé sur la plage d'Istrie, au nord du littoral croate. Au-delà de la musique, les visiteurs sont invités à explorer les environs d’Umag, avec la richesse de son esprit méditerranéen et de son architecture historique, tout en profitant des pistes cyclables locales et de la location de vélos.

## Scènes importantes
Le festival Sea Star compte six scènes au total. La Tesla scène principale présente les têtes d'affiche du festival, alors que Nautilus Arena, situé sous le stade principal de l'ATP, consacre une nuit au hip-hop, et l'autre à la musique électronique alternative. Les scènes nommées Beach Groove Stage, Exotic Laguna et Silent Octopus proposent une variété de genres hip-hop, reggae, latino, basse, house, techno. Cinema Stage dispose d'un grand écran où les films et les meilleures performances EXIT sont diffusés en HD.

## Histoire par années

### Sea Star 2017

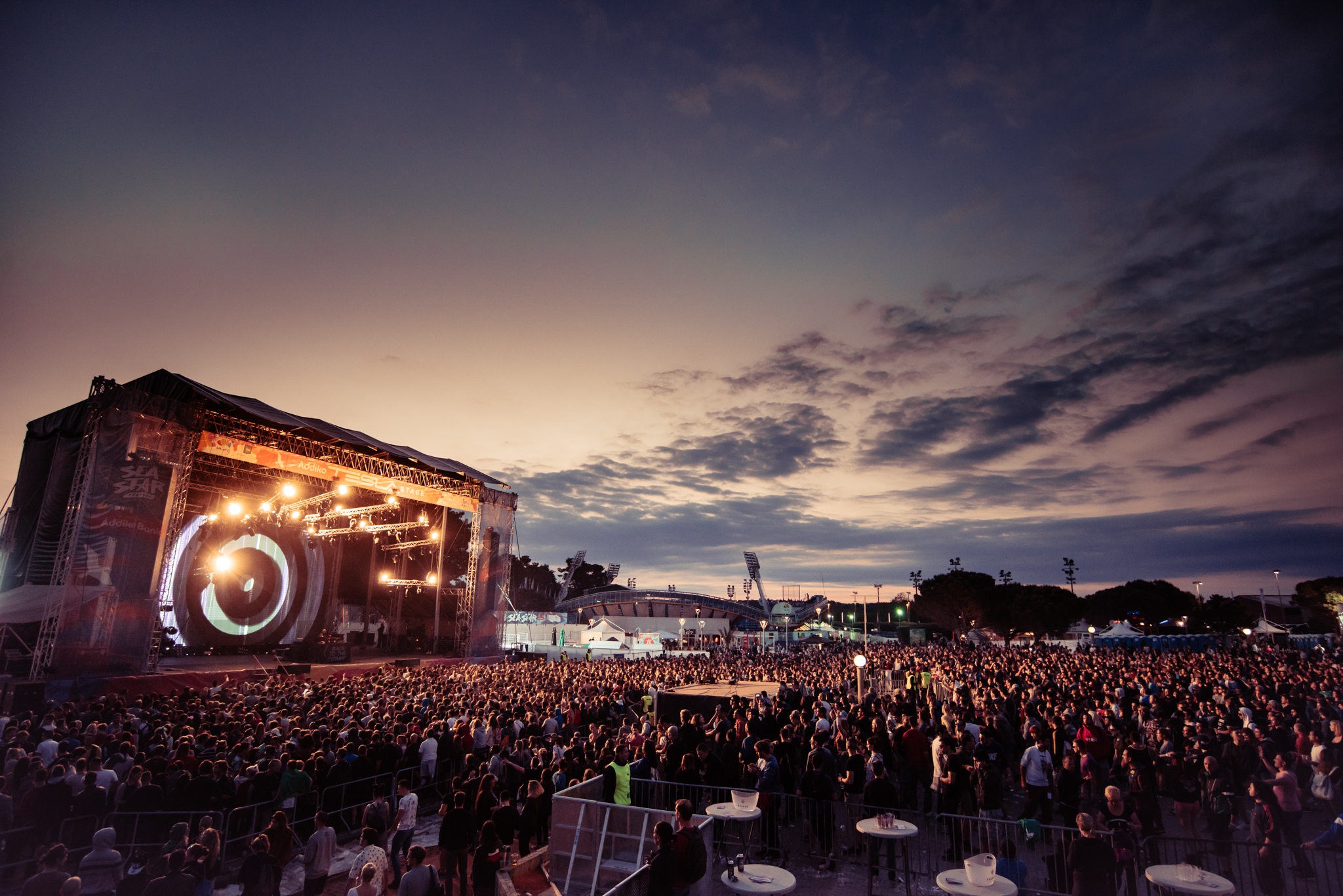
Paul Kalkbrenner au Sea Star Festival 2017

Le Sea Star Festival 2017 s'est déroulé du 25 au 28 mai 2017 et a réuni 50 000 personnes. Même s'il était prévu que ce soit un festival de deux jours, un Day Zero a eu lieu le 25 mai, ainsi qu'une after-party le 28 mai 2017.
Les têtes d'affiche du Sea Star 2017 comprenaient The Prodigy, Paul Kalkbrenner, Fatboy Slim, Dubioza Kolektiv, Mahmut Orhan, Modestep LIVE, Ensemble DJ à pendule, Rambo Amadeus, SRAS, Spiller, UMEK, Bad Copy, Urban &amp; 4, Elemental, Pips, Chips et Vidéoclips, Matter et bien d'autres.
C'était l'un des quatre festivals de EXIT Summer of Love 2017. EXIT Summer of Love a célébré le 50e anniversaire du Summer of Love et a marqué les événements les plus importants de 1967, lors du lancement du Mouvement révolutionnaire pour la paix. Outre le Sea Star Festival, il comprenait trois autres festivals de musique: le festival Revolution en Roumanie les 2 et 3 juin 2017, le festival EXIT en Serbie du 6 au 9 juillet 2017 et le festival Sea Dance au Monténégro du 13 au 15 juillet 2017.

### Sea Star 2018

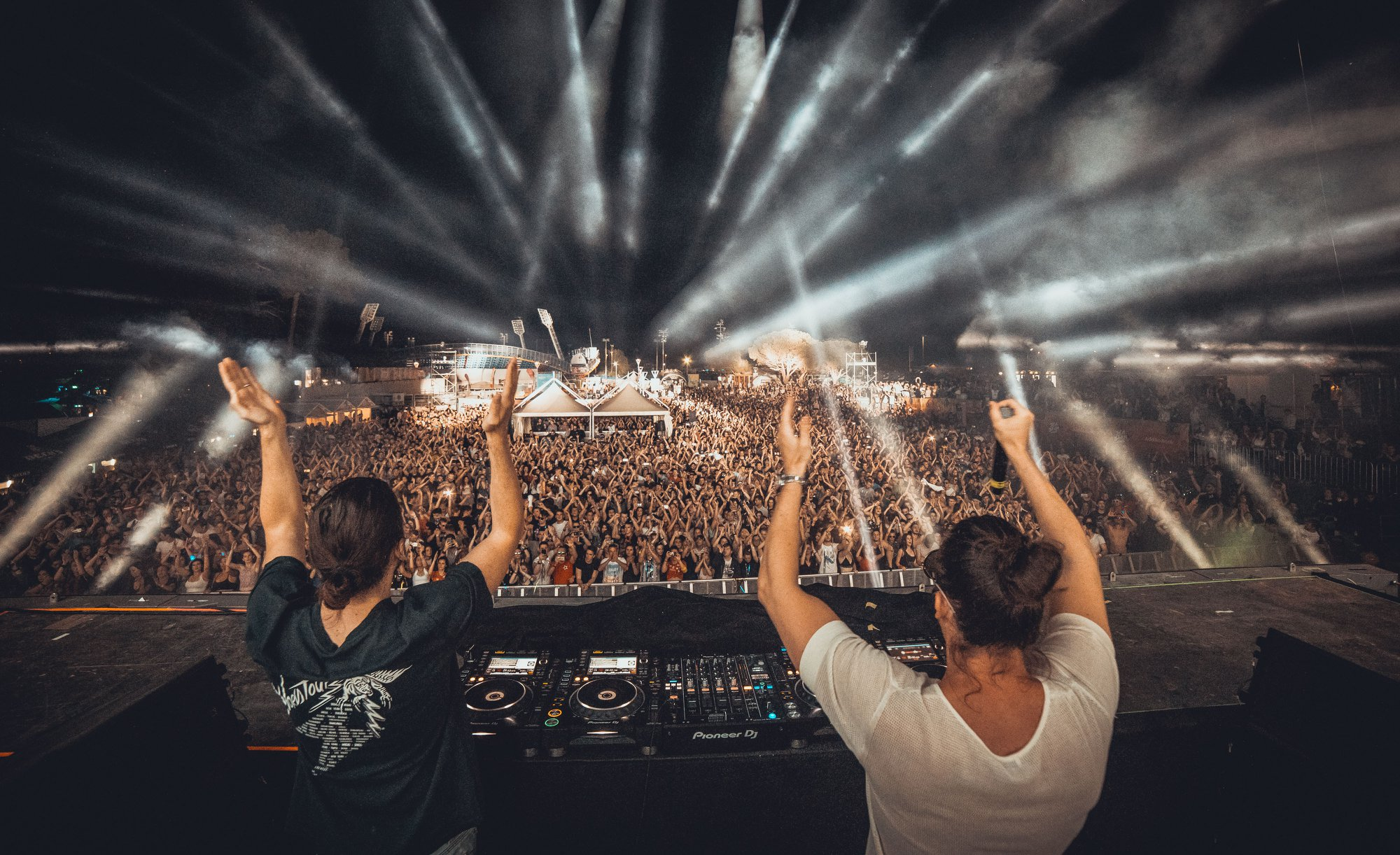
Dimitri Vegas et Like Mike au Sea Star Festival 2018

Le Sea Star Festival 2018 s'est déroulé du 24 au 27 mai 2018. 35 000 personnes y ont assisté.
Les têtes d'affiche du Sea Star 2018 comprenaient Dimitri Vegas & Like Mike, Hurts, Robin Schulz et Paul Van Dyk ainsi que Luke Slater, Ofenbach, Tram 11, Filatov & Karas, Edo Maajka &amp; Bend et bien d’autres.
Les disciples ont annulé leur performance avant le festival. Au lieu de cela, ils ont joué lors de l'édition 2018 du festival EXIT.
Le Sea Star est l'un des six festivals de EXIT Freedom 2018. Outre Sea Star, EXIT Freedom comprend six autres festivals de musique - Festival 84 en Bosnie-Herzégovine du 15 au 18 mars 2018, Festival de la Révolution en Roumanie du 31 mai au 2 juin 2018, Festival EXIT en Serbie du 12 au 15 juillet 2018, Sea Dance. Festival au Monténégro du 30 août au 1er septembre et Festival No Sleep en Serbie du 15 au 18 novembre 2018.

### Sea Star 2019
Le Sea Star Festival 2019 s'est déroulé du 23 au 26 mai 2019. 40 000 personnes y ont assisté.
Les têtes d'affiche du Sea Star 2019 ont été le Wu-Tang Clan, Sven Väth, Nina Kraviz et bien d'autres,.
Le Sea Star était le premier des cinq festivals de « EXIT Tribe 2019 ». Outre Sea Star, EXIT Tribe comprendra quatre autres festivals de musique : le festival EXIT en Serbie du 4 au 7 juillet 2019, le festival Revolution en Roumanie du 8 au 10 août 2019, le festival Sea Dance au Monténégro du 31 août au 1er septembre 2019 et le No Sleep Festival en Serbie du 8 au 9 novembre 2019.

### Sea Star 2020
Le Sea Star Festival 2020 aura lieu les 22 et 23 mai 2020. Les artistes annoncés pour le moment sont Cypress Hill, Amelie Lens, Meduza et bien d'autres.

## Voir également
- Liste de festivals de musique électronique
- Live electronic music